# Daniel Thilo

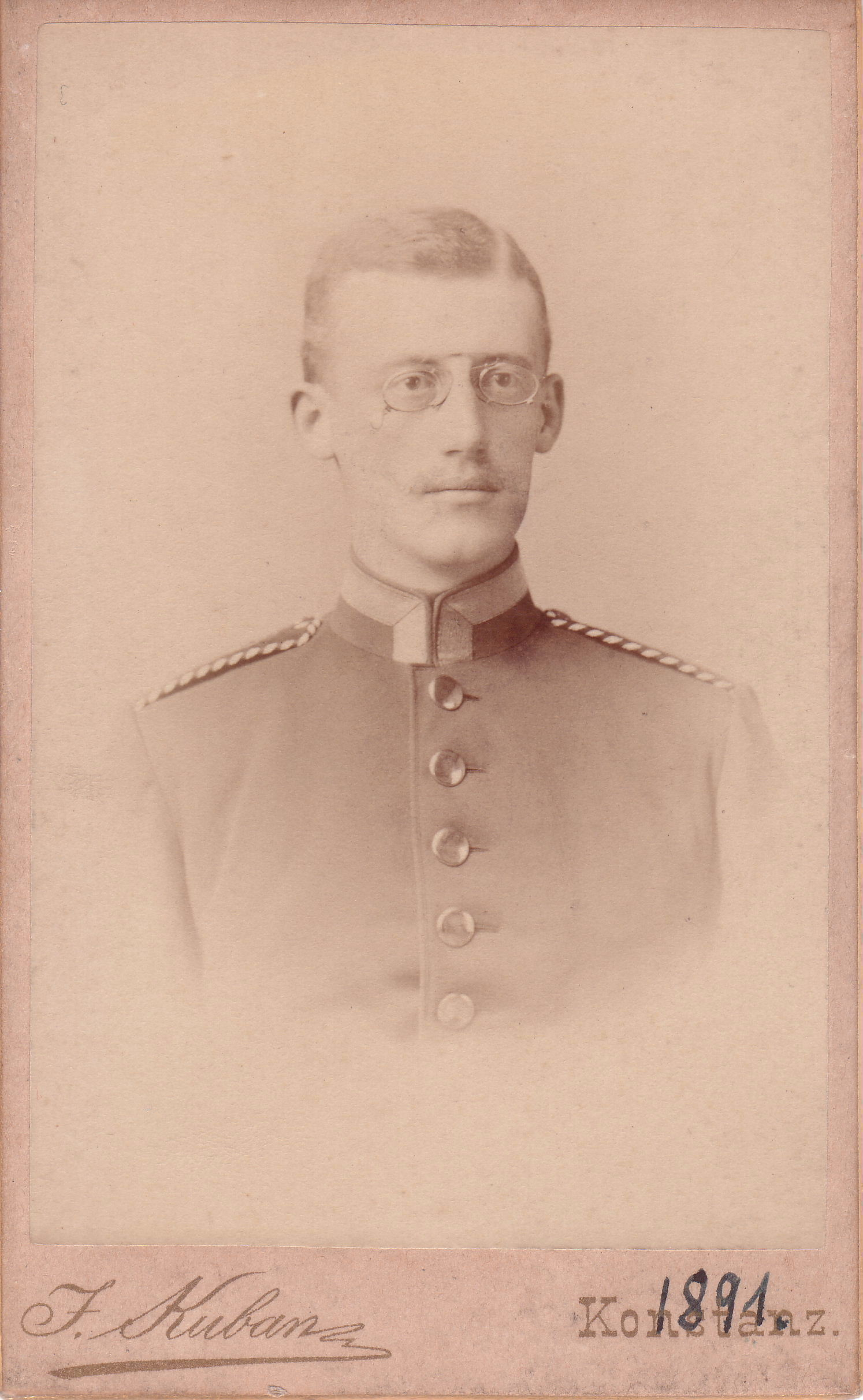
1891 in Konstanz angefertigtes Porträt in Militäruniform

Daniel Hermann Wolrad Thilo (geboren 19. September 1868 in Münster; gestorben 21. August 1943 in Potsdam) war ein deutscher Postbeamter und Ministerialrat im Reichspostministerium. Thilo spielte eine wichtige Rolle beim Aufbau der Post in der deutschen Kolonie Ostafrika. Er berichtete darüber detailliert in Geschichte der Deutschen Post in den Kolonien und im Ausland.

## Leben

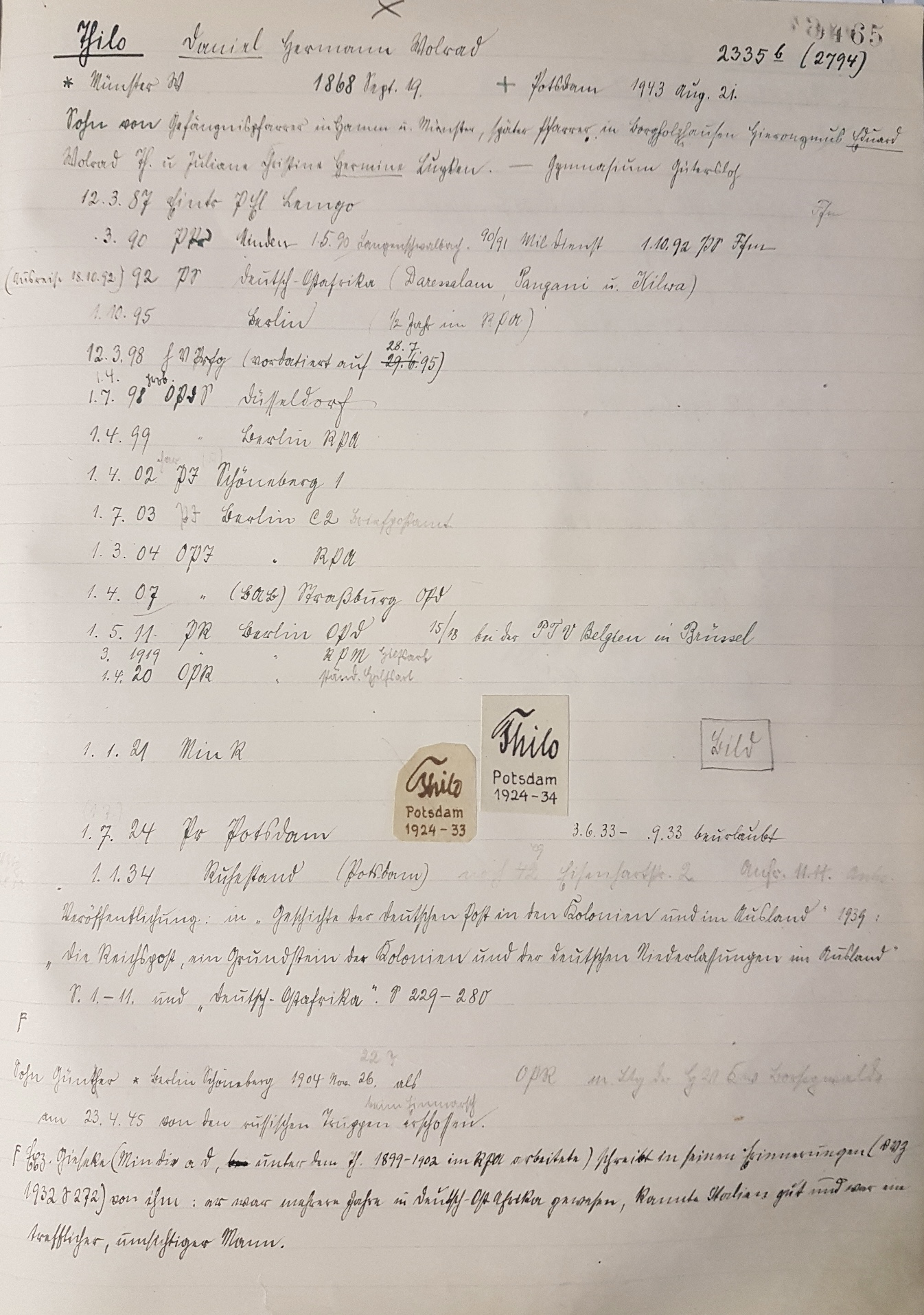
Biografie (in der Thole-Kartei)

Daniel Thilo kam 1868 als Sohn von Hermine Luyken und Eduard Thilo in Münster zur Welt. Er besuchte das Gymnasium in Gütersloh und ging nach dem Abitur 1887 in den Postdienst, wo die Ausbildung in den Oberpostdirektionen Minden und Frankfurt (Main) stattfand. 1890 absolvierte Thilo einen freiwilligen Militärdienst beim Infanterie-Regiment in Konstanz und verließ dieses als Hauptmann der Reserve.

## Afrika
1892 arbeitete Daniel Thilo für drei Jahre am Aufbau des Postdiensts in der deutschen Kolonie Ostafrika. Seine Erfahrungen mit der politischen Situation, technischen Notwendigkeiten, Klimabedingungen und der postalischen Infrastruktur in „Deutsch-Ostafrika“ schrieb er 40 Jahre später detailreich auf. Von ihm stammen zwei Kernaufsätze in dem von den Nationalsozialisten als kolonialrevisionistische Publikation 1937 herausgegebenen Buch Geschichte der Deutschen Post in den Kolonien und im Ausland.

Am 1. und 3. August 1914 erklärte Deutschland Russland respektive Frankreich den Krieg. Am 4. August folgte die britische Kriegserklärung gegen Deutschland. Thilo beschrieb die Nacht vom 4. auf den 5. August so:
„Tag und Nacht ist Dienst, und mit äußerster Anspannung lauscht das Ohr des Funkers auf die Schwingungen des Äthers, immer wieder hoffend, von dem Pulsschlag der Heimat Kunde zu erlangen. Und dramatisch ist das Erleben des jungen Funkers des Postamts, der in der Nacht den Funkdienst versieht. Der Empfangsapparat ist ein Detektor, eine Verstärkerröhre — damals noch in der Entwicklung begriffen — ist nicht vorhanden. Nauen, Kamina und Windhuk werden gesucht. Da! Um 23 Uhr ertönt von einem starken Sender klar der dreimal wiederholte Ruf: „Daresalam von Windhuk! Dringend!“ Aber die Antwort von Daresalam zerflattert im Äther, kommt nicht ans Ziel, und Windhuk verstummt.“
Um 3 Uhr 45 schließlich kam die Nachricht an, wobei, so Thilo, jedes Wort fünf Mal wiederholt wurde: „An Gouverneur Daresalam. England hat an Deutschland den Krieg erklärt.“

## Karriere in Deutschland

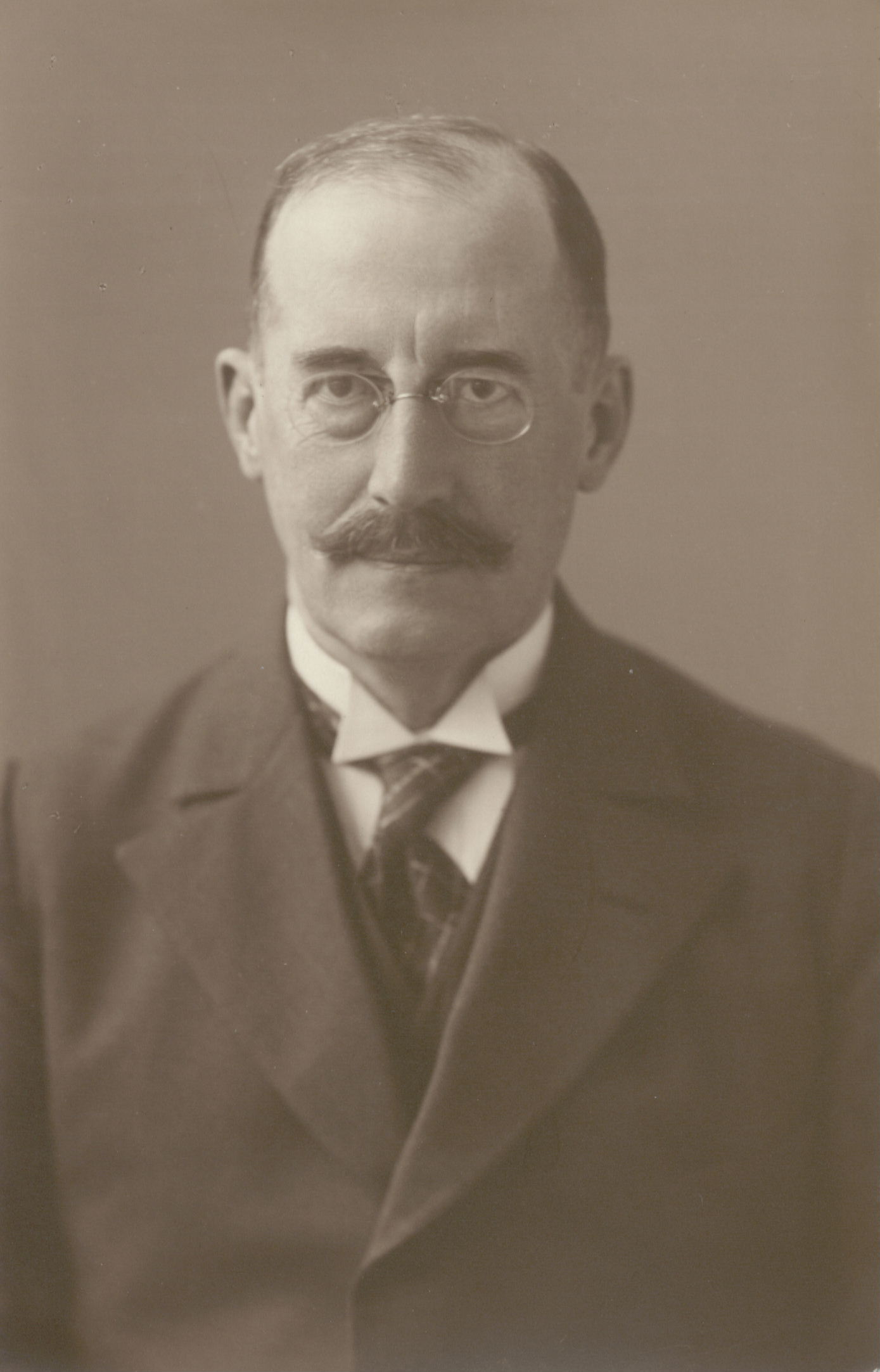
Daniel Thilo in Potsdam

1898 legte Daniel Thilo die höhere Verwaltungsprüfung für Post und Telegrafie ab. Nach einem Jahr bei der Post in Düsseldorf kam er 1899 nach Berlin und 1907 nach Straßburg. 1911 wechselte er zurück nach Berlin und wurde dort Postrat bei der Oberpostdirektion. 1915 folgte die Berufung zur Deutschen Post- und Telegraphenverwaltung in Belgien nach Brüssel. 1919 kam er – wieder in Berlin – ins Reichspostministerium, stieg dort 1920 zum Oberpostrat, 1921 zum Ministerialrat und schließlich 1924 zum Präsidenten der Oberpostdirektion Potsdam auf. 1934 ging er in den Ruhestand. Er blieb auch danach der Vorstellung verhaftet, „daß ein afrikanischer Brunnen [des deutschen Volkes] rechtmäßiges Eigentum war und ist, und daß es schnöder Raub [durch die Briten im Ersten Weltkrieg] war, der ihn verlorengehen ließ.“ Die Engländer, so beschließt Thilo seinen Aufsatz über die Kolonialzeit in Deutsch-Ostafrika, seien gar nicht imstande, „geeignete Weiße“ zur Verwaltung der Kolonie bereitzustellen, sodass „der geraubte Brunnen wieder unser werden“ werde.
Als Auszeichnung erhielt Thilo das Eiserne Kreuz 2. Klasse, das Preußische Verdienstkreuz für Kriegshilfe und die Preußische Landwehr-Dienstauszeichnung 1. Klasse.

## Privates

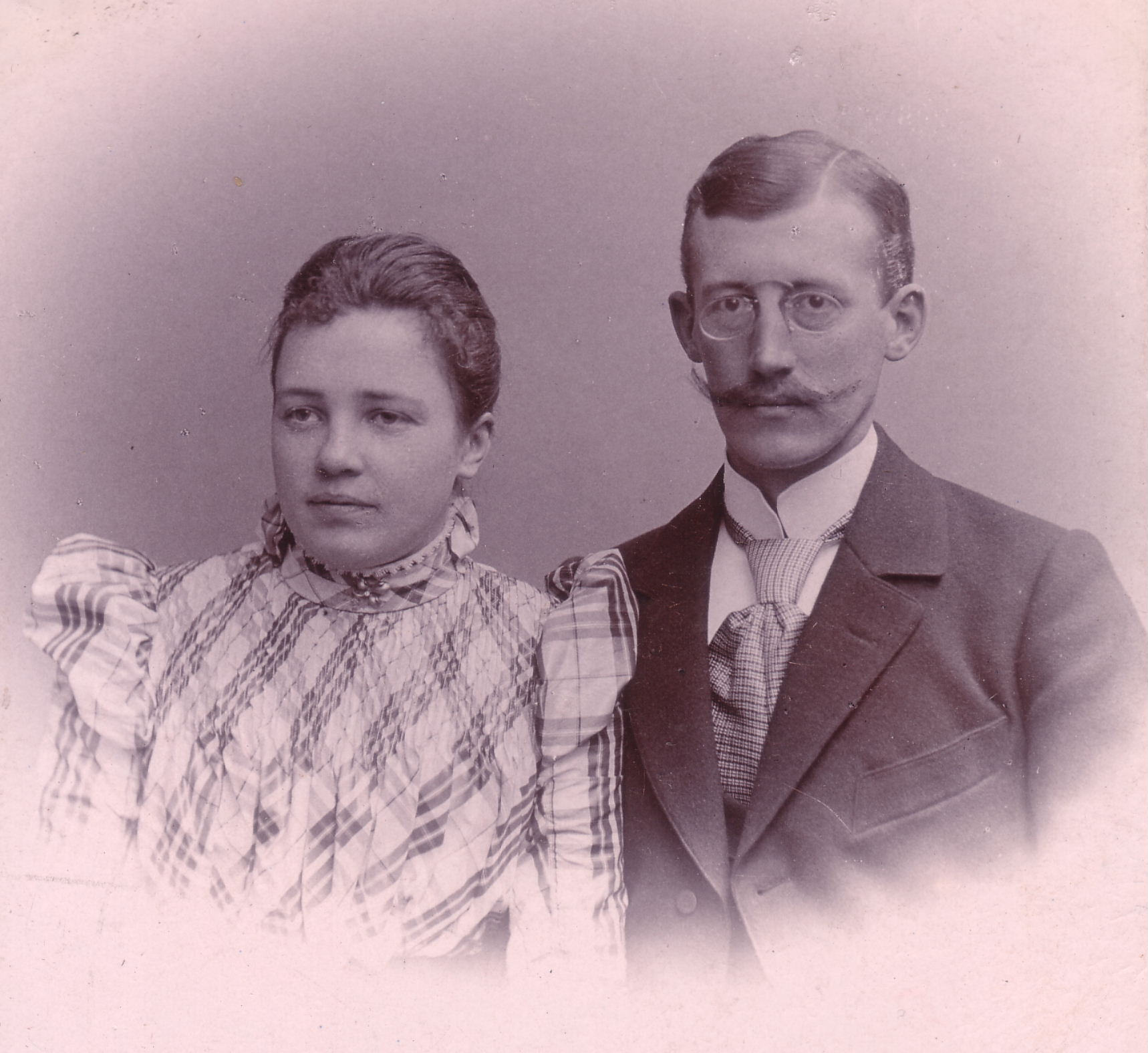
Emma geb. Kleemann und Daniel Thilo in Düsseldorf, April 1899

Daniel Thilo heiratete am 21. August 1899 in Konstanz Emma Kleemann, die er während des Militärdiensts dort kennengelernt hatte. Das Paar hatte fünf zwischen 1900 und 1905 geborene Kinder. Sein 1904 geborener Sohn Günther fiel am 23. April 1945 beim Einmarsch russischer Truppen in Berlin.